# Madelon
Madelon is een van oorsprong Franse meisjesnaam, die ontleend is aan Madeleine, de Franse vorm van Magdalena. De naam komt in het Franse taalgebied minder voor dan in het Nederlandse taalgebied. 

## Bekende naamdraagsters
- Madelon Baans
- Madelon Beek
- Madelon Székely-Lulofs
- Madelon van der Poel

## Trivia
In Frankrijk wordt de naam sinds 1914 nauwelijks nog gegeven, naar aanleiding van het soldatenlied "La Madelon" over een lichtzinnige serveerster.
Ook in Vlaanderen werden soldatenliefjes Madelon genoemd.